# L'Amnésie des Dalton
L'Amnésie des Dalton est la cent-deuxième histoire de la série Lucky Luke par Morris, Xavier Fauche et Jean Léturgie. Elle est publiée pour la première fois en 1991 du no 1169 au no 1173 du journal Pif Gadget, puis en album en 1991, n° 29.

## Résumé
En tentant de s'évader les Dalton atterrissent dans la cellule de Synapse Burns. Ils découvrent que celui-ci sera relâché parce qu'il est devenu amnésique. Les quatre frères décident alors de se faire passer pour des amnésiques…

## Personnages
- Les Dalton : Les quatre frères sont au centre de l'histoire. Ils se font passer pour des amnésiques.
- Blunderer : Le gouverneur chargé de faire retrouver la mémoire aux Dalton en les confrontant à des situations du passé.
- Ma Dalton : Lucky Luke lui amène ses fils afin qu'elle constate leur amnésie.
- Rantanplan : Après avoir reçu une pierre sur la tête, le chien de la prison se prend pour un chat.
- Carpett : Homme qui suit le gouverneur partout, avec un tapis rouge.

## Source
- www.bedetheque.com, « Lucky Luke » (consulté le 16 août 2008)